# ホスホアセチルグルコサミンムターゼ
ホスホアセチルグルコサミンムターゼ(Phosphoacetylglucosamine mutase、EC 5.4.2.3)は、以下の化学反応を触媒する酵素である。
N-アセチル-α-D-グルコサミン-1-リン酸{\displaystyle \rightleftharpoons }N-アセチル-D-グルコサミン-6-リン酸
従って、この酵素の1つの基質はN-アセチル-α-D-グルコサミン-1-リン酸、1つの生成物はN-アセチル-D-グルコサミン-6-リン酸である。
この酵素は異性化酵素、特にリン酸基を転移する分子内ホスホトランスフェラーゼに分類される。系統名は、N-アセチル-α-D-グルコサミン 1,6-ホスホムターゼである。その他よく用いられる名前に、acetylglucosamine phosphomutase、acetylglucosamine phosphomutase、acetylaminodeoxyglucose phosphomutase、phospho-N-acetylglucosamine mutase、N-acetyl-D-glucosamine 1,6-phosphomutase等がある。
この酵素は、アミノ糖の代謝に関与している。補因子として、N-アセチル-D-グルコサミン-1,6-ビスリン酸を必要とする。

## 構造
2007年末時点で、この酵素の4個の構造が解明されている。蛋白質構造データバンクのコードは、1WJW、2DKA、2DKC及び2DKDである。